# Liste der Monuments historiques in Saint-Agnant
Die Liste der Monuments historiques in Saint-Agnant führt die Monuments historiques in der französischen Gemeinde Saint-Agnant auf.

## Liste der Bauwerke
| Bezeichnung                                | Beschreibung | Standort | Kennzeichnung | Schutzstatus           | Datum          | Bild           |
| ------------------------------------------ | ------------ | -------- | ------------- | ---------------------- | -------------- | -------------- |
| Ehemalige Abtei Montierneuf mit Taubenturm |              | (Lage)   | PA00105158    | Inscrit Classé Inscrit | 1941 1951 1989 | weitere Bilder |

## Liste der Objekte
Zum Verständnis siehe: Kirchenausstattung
- Monuments historiques (Objekte) in Saint-Agnant in der Base Palissy des französischen Kultusministeriums